# 남평초등학교 광촌분교
남평초등학교 광촌분교는 대한민국 전라남도 나주시에 있었던 공립 초등학교이다.

## 연혁
- 1946년 4월 15일 남평공립국민학교 분교장
- 1949년 5월 10일 남평북공립국민학교 승격
- 1984년 6월 30일 병설유치원 개원
- 1996년 3월 1일 남평북초등학교 개칭
- 1999년 3월 1일 남평초등학교 광촌분교 편입
- 2007년 3월 1일 폐교